# Gouvernement Étienne Eyadema (1)
Quatrième République
Grunitzky II Eyadema II
Le premier gouvernement de Étienne Eyadema est formé le 14 avril 1967, quelques mois après le coup d'État orchestré par le lieutenant-colonel Eyadema. Il est composé de douze ministres.

## Contexte
Les évènements prennent place sept ans après l'indépendance du Togo vis-à-vis de la France. Le 13 janvier 1967, Étienne Eyadema. Il entreprend dans un premier temps de former un « comité togolais de réconciliation nationale », comportant notamment d'anciens soutiens de Sylvanus Olympio, afin de renforcer le sentiment d'unité nationale. Ses membres sont :
- président du comité, ministre de la Défense et des Affaires étrangères : Kléber Dadjo
- ministre de l'Intérieur, de l'Information et de la Presse : Benoît Malou
- ministre des Finances et de l'Économie : Benoît Bedou
- ministre du Commerce, de l'Industrie et du Tourisme Paulin Eklou
- Ministre de la Santé et de la Justice : Alex Ohin
- Ministre de l'Éducation nationale : Barthélémy Lamboni
- Ministre des Travaux publics et de l'Economie rurale : Alex Mivedor
- Ministre de la Fonction publique et des Affaires sociales : Boukari Djobo

Ce comité est toutefois dissous en avril 1967 en faveur d'un gouvernement à douze membres, « à la demande de la majorité des populations et pour consolider la paix intérieure ainsi que les résultats acquis dans l'économie et l'administration ». Ce gouvernement signe le début d'une période de transition politique dans l'histoire du Togo.

## Composition

### Président
| Portrait           | Fonction                                                         | Titulaire | Titulaire          | Parti |
| ------------------ | ---------------------------------------------------------------- | --------- | ------------------ | ----- |
| Gnassingbé Eyadema | Président, chef d'état-major et ministre de la Défense nationale |           | Gnassingbé Eyadema | RPT   |

### Ministres
| Fonction                                                                                    | Titulaire             | Titulaire    | Parti |
| ------------------------------------------------------------------------------------------- | --------------------- | ------------ | ----- |
| Garde des Sceaux Ministre de la Justice                                                     |                       | Kléber Dadjo | RPT   |
| Ministre de l'Intérieur                                                                     | James Assila          |              | RPT   |
| Ministre de la Santé publique                                                               | Albert Alidou Djafalo |              | RPT   |
| Ministre des Affaires étrangères                                                            | Joachim Hunlédé       |              | RPT   |
| Ministre des Travaux publics, des Mines, des Transports et des Postes et Télécommunications | Alex Mivedor          |              | RPT   |
| Ministre des Finances et de l'Économie                                                      | Boukari Djobo         |              | RPT   |
| Ministre de l'Éducation nationale                                                           | Sylvain Bebeleme      |              | RPT   |
| Ministre du Commerce, de l'Industrie, du Tourisme et du Plan                                | Paulin Eklou          |              | RPT   |
| Ministre du Travail, des Affaires sociales et de la Fonction publique                       | Benoît Malou          |              | RPT   |
| Ministre de l'Information et de la Presse                                                   | Barthélémy Lambony    |              | RPT   |
| Ministre délégué chargé de l'Économie rurale                                                | Pierre Adossama       |              | RPT   |